# Panurginus tyrolensis
Panurginus tyrolensis is een vliesvleugelig insect uit de familie Andrenidae. De wetenschappelijke naam van de soort is voor het eerst geldig gepubliceerd in 1932 door Richards.